# Goldklausel
Eine Goldklausel ist eine Form einer Wertsicherungsklausel. Sie richtet sich nach einer bestimmten Menge Gold oder dem Wert dieser Menge (Goldwertklausel).
Die Goldklausel war im Deutschen Reich in den Jahren nach Einführung der Renten- bzw. Reichsmark nach 1924 aus der Erfahrung der großen Inflation von 1923 in privaten Verträgen sehr häufig anzutreffen. 
In der Bundesrepublik Deutschland sind Goldklauseln für die D-Mark als Wertsicherungsklausel seit 1949 grundsätzlich verboten, siehe § 3 Währungsgesetz, das die Zustimmung der Bundesbank voraussetzte. Gleiches gilt seit dem 1. Januar 1999 für das Währungsgebiet des Euro.
Die Goldklausel wurde durch Gesetz vom 16. Dezember 1999 (BGBl. I. S. 2402) mit Wirkung vom 1. Januar 2002 aufgehoben.
Seit 2007 sind Goldklauseln in der Regel durch das Gesetz über das Verbot der Verwendung von Preisklauseln bei der Bestimmung von Geldschulden unwirksam.